# Takifugu pardalis
Takifugu pardalis es una especie de peces de la familia Tetraodontidae en el orden de los Tetraodontiformes.

## Morfología
Los machos pueden llegar alcanzar los 30 cm de longitud total y posee el vientre blanco-amarillento. Es un pez venenoso.

## Hábitat
Es un pez de mar de clima templado. Se encuentra principalmente en zonas rocosas y costeras

## Distribución geográfica
Se encuentran en Asia: desde el Japón hasta el Mar de la China Oriental y el Mar Amarillo.

## Observaciones
Es inofensivo para los humanos.